# Persea caesia
Persea caesia är en lagerväxtart som beskrevs av Carl Daniel Friedrich Meisner. Persea caesia ingår i släktet avokador, och familjen lagerväxter. Inga underarter finns listade i Catalogue of Life.